# كريستيان ويغنر هالاند
كريستيان ويغنر هالاند هو سياسي نرويجي، ولد في 6 فبراير 1892، وتوفي في 20 أكتوبر 1952. نشط حزبياً في حزب المحافظين. وقد انتخب نائب عضو برلمان النرويج ‏ عن دائرة Market towns of Vest-Agder and Rogaland counties ‏ وقد انضم خلال فترته النيابية ‏ (1945 – 1949) للكتلة البرلمانية حزب المحافظين.